# Epoda
Epoda (z gr. ἐπῳδός epōdós) – termin dotyczący starogreckiej poezji o trojakim znaczeniu:
- rodzaj strofy, dystych jambiczny albo jambiczno-daktyliczny, o drugim wersie krótszym;
- nazwa utworu złożonego z takich dystychów;
- ostatnia zwrotka występująca po strofie i antystrofie w liryce chóralnej starożytnej Grecji.

Przykłady epody można znaleźć m.in. w wierszach Horacego.